# Neosciadium
Neosciadium es un género monotípico de planta herbácea perteneciente a la familia Apiaceae. Su única especie: Neosciadium glochidiatum, es originaria de Australia.

## Descripción
Es una hierba erguida o difusa, un poco carnosa y anual, que alcanza un tamaño de 0,01-0,04 m de altura. Las flores de color blanco se producen de agosto a octubre en suelos de arena fangosa con pisos salinos, en lagos salados de Australia Occidental.

## Taxonomía
Neosciadium glochidiatum fue descrita por  (Benth.) Domin y publicado en Beihefte zum Botanischen Centralblatt 23(2): 292. 1908.
- Hydrocotyle glochidiata Benth. basónimo[3]